# マジックカット
マジックカット（Magic Cut）とは旭化成ポリフレックス（現・旭化成パックス）が開発した易開封加工技術および商品名で、同社の登録商標である。

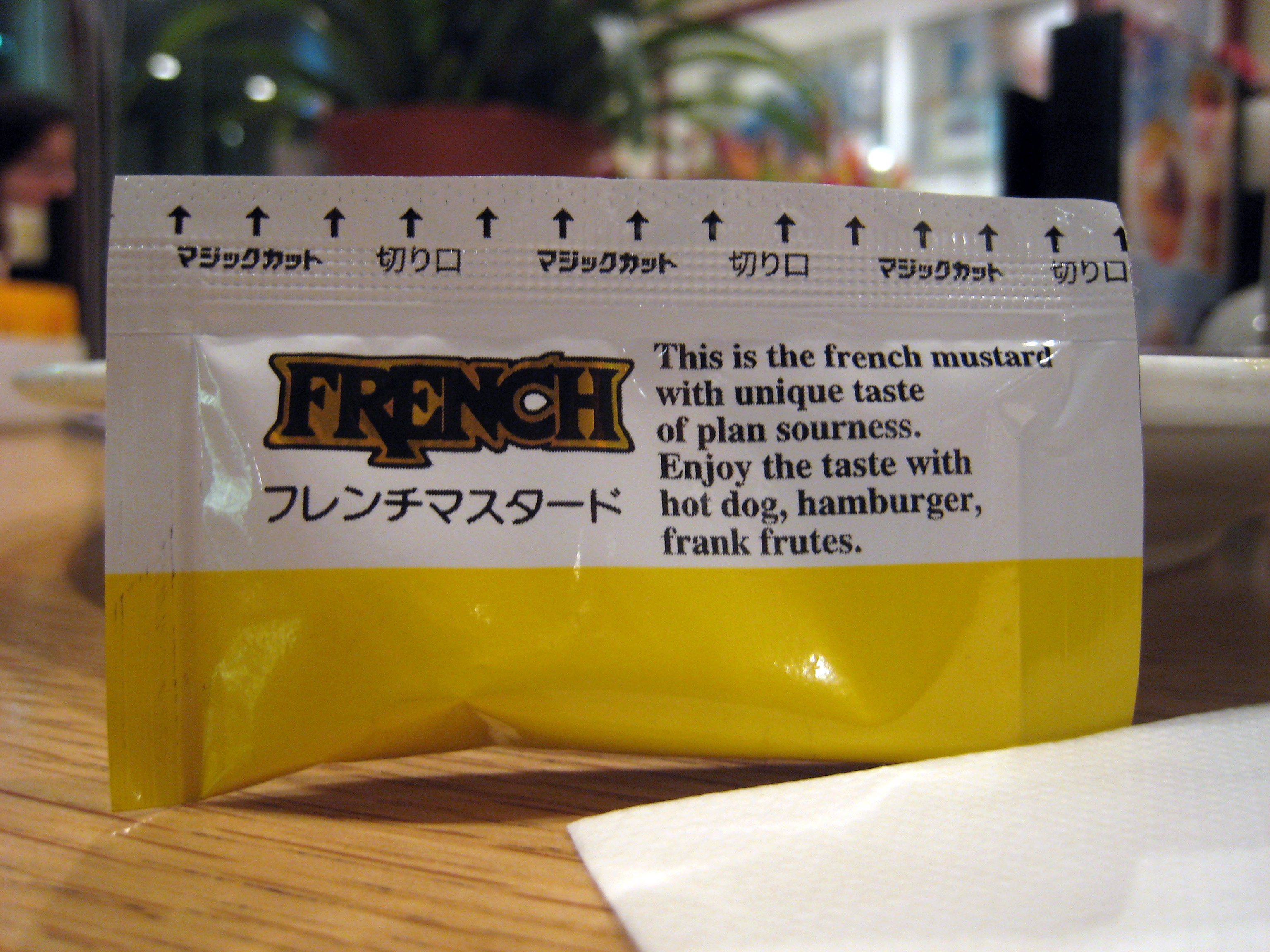
マジックカット

## 概要
マジックカット加工がされた袋は、端に0.2 - 0.3ミリメートル程の小さな細長い穴が多数空けられている。
袋のマジックカットと表示された部分ならどこであっても、両手で摘まむように持ち、一方の手を手前・もう一方を奥へと縦方向に互い違いに交差させるように引っ張ることで、最も力が集中した部分の穴が起点となり切れ目が広がり道具を使わず指だけで簡単に開封することができる。マジックカットが採用されている製品には、口をあけたシェフの様なマークが付いている。
旭化成ポリフレックスの専務が出張帰りの新幹線にて缶ビールと燻製イカを買ったとき、老眼のためにパックがうまく切れず、結局はツマミなしで缶ビールを飲むことになったことから、技術陣に『指先で簡単にどこからでも破れる袋はつくれないか』と持ちかけたことから開発が始まった 。1987年に特許を取得し製品化したが、当初はほとんど売れなかったため、他社へのライセンス供与により収入を得る方針に転換する。1993年に大日本印刷と契約を結んだのを皮切りに、数十社と契約を交わしている。
同社によれば、2011年時点でマジックカットを採用した製品は2,000種類以上、登場からの総売上は1,100億円を超える。袋に細かい穴を開けるための機械に取り付けられる刃は手彫りで加工されており、同社によれば「これができる職人は1人しかいない」「その人がスカウトされると他社でも同じような刃を作られてしまう」ため、その職人の身元が同社にとって最大の企業秘密だという。

## マジックカットを利用した製品
- 飛竜
- マジックカットストレート
- コーパック
- マジックカットテープ